# Ammeldingen bei Neuerburg
Ammeldingen bei Neuerburg là một xã ở huyện Bitburg-Prüm, trong bang Rheinland-Pfalz, phía tây nước Đức. Xã Ammeldingen bei Neuerburg có diện tích 4,49 km², dân số thời điểm ngày 30 tháng 6 năm 2006 là 288 người.